# Kachhauna Patseni
Kachhauna Patseni là một thị xã và là một nagar panchayat của quận Hardoi thuộc bang Uttar Pradesh, Ấn Độ.

## Nhân khẩu
Theo điều tra dân số năm 2001 của Ấn Độ, Kachhauna Patseni có dân số 13.504 người. Phái nam chiếm 54% tổng số dân và phái nữ chiếm 46%. Kachhauna Patseni có tỷ lệ 61% biết đọc biết viết, cao hơn tỷ lệ trung bình toàn quốc là 59,5%: tỷ lệ cho phái nam là 69%, và tỷ lệ cho phái nữ là 52%. Tại Kachhauna Patseni, 17% dân số nhỏ hơn 6 tuổi.